# Кун Цзе
Кун Цзе (кит. трад. 孔杰, пиньинь Kǒng Jié, род. 25 ноября 1982) — китайский профессиональный игрок 9 дана по го, обладатель многих китайских титулов го, серебряный призёр в командной дисциплине по го на летних Азиатских играх 2010.

## Биография
Кун Цзе получил ранг первого профессионального дана по го в 1994 году в возрасте 12 лет. Высший разряд (9 профессиональный дан) был достигнут в 2009 году. В том же году он победил трёх топ-игроков Южной Кореи — Ли Седола, Ли Чхан Хо и Кан Дон Юна в розыгрыше кубка Asian TV и лучшего современного игрока Китая Гу Ли в борьбе за XIV Кубок Samsung. В 2010 Кун Цзе стал победителем в 14 м розыгрыше кубка LG, кубок Asian TV и Кубок Fujitsu, тем самым завоевав звание сильнейшего игрока 2010 года.
Кун Цзе считается экспертом по цумэ-го (ситуация в го, при которой необходимо вычислить точную последовательность ходов, приводящую к выживанию или убийству группы камней). В Китае он получил прозвище «Король Цумэ-го» и King Kong (игра слов с транслитеррированным написанием его имени Kong Jie и англ. «король» (King).

## Титулы
Кун Цзе занимает 5 место по количеству завоёванных титулов го в Китае.
| Китай                         | Китай          | Китай          |
| Титул                         | Победа         | Финалист       |
| ----------------------------- | -------------- | -------------- |
| Кубок Chang-ki                | 2 (2004, 2006) | 1 (2005)       |
| Кубок Ahan Tongshan           |                | 2 (2003, 2007) |
| Кубок RICOH                   | 2 (2003, 2010) | 1 (2002)       |
| Циван                         | 2 (2004, 2009) | 1 (2001)       |
| Кубок CCTV                    | 1 (2009)       |                |
| Синьжэнь Ван                  | 1 (2003)       |                |
| Кубок NEC                     |                | 2 (2008, 2009) |
| Национальное первенство Китая | 2 (2001, 2003) |                |
| National Sports Mass Meeting  | 1 (2000)       |                |
| Всего                         | 11             | 7              |
| Континентальные               |                |                |
| Кубок Asian TV                | 3 (2009—2011)  |                |
| China-Korea New Pro Wang      | 1 (2003)       |                |
| Всего                         | 4              | 0              |
| Международные                 |                |                |
| Кубок LG                      | 1 (2010)       | 1 (2011)       |
| Кубок Samsung                 | 1 (2009)       | 1 (2008)       |
| Кубок Fujitsu                 | 1 (2010)       |                |
| Всего                         | 3              | 2              |
| Всего                         |                |                |
| Общее количество              | 18             | 9              |